# Metapogonia brunoi
Metapogonia brunoi är en skalbaggsart som beskrevs av Frey 1976. Metapogonia brunoi ingår i släktet Metapogonia och familjen Melolonthidae. Inga underarter finns listade i Catalogue of Life.